# Los Graus (Escarlà)
Los Graus és un paratge del terme municipal de Tremp, al Pallars Jussà, dins de l'antic terme ribagorçà de Sapeira.
Està situat a la riba occidental de la Noguera Ribagorçana, al nord d'Escarlà, entre el barranc de Magdalena i els barrancs de les Bancalades i del Campàs.